# Élections législatives de 2002 dans la Vienne
Les élections législatives françaises de 2002 se déroulent les 9 et 16 juin 2002. Dans le département de la Vienne, quatre députés sont à élire dans le cadre de quatre circonscriptions.

## Élus
| Circonscription                                 | Député sortant     | Parti | Parti | Député élu ou réélu | Parti | Parti |
| ----------------------------------------------- | ------------------ | ----- | ----- | ------------------- | ----- | ----- |
| 1re                                             | Alain Claeys       |       | PS    | Alain Claeys        |       | PS    |
| 2e                                              | Philippe Decaudin* |       | PS    | Jean-Yves Chamard   |       | UMP   |
| 3e                                              | Arnaud Lepercq     |       | RPR   | Arnaud Lepercq      |       | UMP   |
| 4e                                              | Jean-Pierre Abelin |       | UDF   | Jean-Pierre Abelin  |       | UDF   |
| * député sortant ne se représentant pas en 2002 |                    |       |       |                     |       |       |

## Résultats

### Analyse
La droite améliore nettement son score de 1997 mais le socialiste Alain Claeys parvient de peu à conserver la 1re circonscription ce qui empêche la droite de reproduire le balayage de 1993 dans le département.

### Résultats à l'échelle du département
| Parti                                      | Parti                                      | Premier tour | Premier tour | Second tour | Second tour | Sièges |
| Parti                                      | Parti                                      | Voix         | %            | Voix        | %           | Sièges |
| ------------------------------------------ | ------------------------------------------ | ------------ | ------------ | ----------- | ----------- | ------ |
|                                            | Union pour un mouvement populaire          | 58 134       | 31,36        | 72 475      | 40,56       | 2      |
|                                            | Union pour la démocratie française         | 21 671       | 11,69        | 26 010      | 14,56       | 1      |
|                                            | Mouvement pour la France                   | 1 918        | 1,03         |             |             | 0      |
|                                            | Divers droite                              | 201          | 0,11         | 0           |             |        |
|                                            | Majorité présidentielle                    | 81 924       | 44,19        | 98 485      | 55,11       | 3      |
|                                            |                                            |              |              |             |             |        |
|                                            | Parti socialiste                           | 58 080       | 31,33        | 80 208      | 44,89       | 1      |
|                                            | Les Verts                                  | 8 521        | 4,60         |             |             | 0      |
|                                            | Parti communiste français                  | 7 119        | 3,84         | 0           |             |        |
|                                            | Pôle républicain                           | 1 521        | 0,82         | 0           |             |        |
|                                            | Divers gauche                              | 446          | 0,24         | 0           |             |        |
|                                            | Gauche parlementaire                       | 75 687       | 40,83        | 80 208      | 44,89       | 1      |
|                                            |                                            |              |              |             |             |        |
|                                            | Front national                             | 12 572       | 6,78         |             |             | 0      |
|                                            | Chasse, pêche, nature et traditions        | 6 621        | 3,57         | 0           |             |        |
|                                            | Lutte ouvrière                             | 3 091        | 1,67         | 0           |             |        |
|                                            | Ligue communiste révolutionnaire           | 2 290        | 1,24         | 0           |             |        |
|                                            | Mouvement national républicain             | 1 101        | 0,59         | 0           |             |        |
|                                            | Divers                                     | 1 012        | 0,55         | 0           |             |        |
|                                            | Extrême gauche dont PT                     | 773          | 0,42         | 0           |             |        |
|                                            | Divers écologiste dont LT-LNÉ, MÉI et MHAN | 302          | 0,16         | 0           |             |        |
|                                            |                                            |              |              |             |             |        |
| Inscrits                                   | Inscrits                                   | 287 590      | 100,00       | 287 591     | 100,00      | 4      |
| Abstentions                                | Abstentions                                | 92 104       | 32,03        | 102 570     | 35,67       |        |
| Votants                                    | Votants                                    | 195 486      | 67,97        | 185 021     | 64,33       |        |
| Blancs et nuls                             | Blancs et nuls                             | 10 113       | 5,17         | 6 328       | 3,42        |        |
| Exprimés                                   | Exprimés                                   | 185 373      | 94,83        | 178 693     | 96,58       |        |
| Source : Ministère de l'Intérieur - Vienne |                                            |              |              |             |             |        |

### Résultats par circonscription

#### Première circonscription (Poitiers-Nord)
| Candidat                     | Candidat                   | Parti                | Premier tour | Premier tour | Second tour | Second tour |  |
| Candidat                     | Candidat                   | Parti                | Voix         | %            | Voix        | %           |  |
| ---------------------------- | -------------------------- | -------------------- | ------------ | ------------ | ----------- | ----------- |  |
|                              | Alain Claeys sortant réélu | PS                   | 19 764       | 43,20        | 24 796      | 50,68       |  |
|                              | Dominique Hummel           | UMP (UDF)            | 15 356       | 33,57        | 24 127      | 49,32       |  |
|                              | Magalie Servant            | FN                   | 3 164        | 6,92         |             |             |  |
|                              | Robert Rochaud             | Les Verts            | 2 082        | 4,55         |             |             |  |
|                              | Pascale Guittet            | CPNT                 | 1 425        | 3,11         |             |             |  |
|                              | Jean-Paul Dampuré          | PCF                  | 1 045        | 2,28         |             |             |  |
|                              | Maryse Desbourdes          | Extrême gauche (LCR) | 898          | 1,96         |             |             |  |
|                              | Ludovic Gaillard           | Extrême gauche (LO)  | 677          | 1,48         |             |             |  |
|                              | Christine Alfarge          | Pôle républicain     | 435          | 0,95         |             |             |  |
|                              | Frédérique Grisun          | Extrême droite (MNR) | 283          | 0,62         |             |             |  |
|                              | Monique Epain-Blanquer     | Divers (RCF)         | 268          | 0,59         |             |             |  |
|                              | Myriam Hamdaoui            | Extrême gauche (PT)  | 200          | 0,44         |             |             |  |
|                              | Thierry Percebois          | Divers gauche (IR)   | 152          | 0,33         |             |             |  |
|                              | Patrick El Aroussi         | Extrême gauche       | 0            | 0,00         |             |             |  |
|                              |                            |                      |              |              |             |             |  |
| Inscrits                     | Inscrits                   | Inscrits             | 76 414       | 100,00       | 76 414      | 100,00      |  |
| Abstentions                  | Abstentions                | Abstentions          | 24 031       | 31,45        | 26 176      | 34,26       |  |
| Votants                      | Votants                    | Votants              | 52 383       | 68,55        | 50 238      | 65,74       |  |
| Blancs et nuls               | Blancs et nuls             | Blancs et nuls       | 6 634        | 12,66        | 1 315       | 2,62        |  |
| Exprimés                     | Exprimés                   | Exprimés             | 45 749       | 87,34        | 48 923      | 97,38       |  |
| Source : Assemblée nationale |                            |                      |              |              |             |             |  |

#### Deuxième circonscription (Poitiers-Sud)
| Candidat       | Candidat                 | Parti            | Premier tour | Premier tour | Second tour | Second tour |  |
| Candidat       | Candidat                 | Parti            | Voix         | %            | Voix        | %           |  |
| -------------- | ------------------------ | ---------------- | ------------ | ------------ | ----------- | ----------- |  |
|                | Jean-Yves Chamard élu    | UMP              | 20 979       | 44,70        | 23 512      | 53,73       |  |
|                | Françoise Decaudin       | PS               | 14 937       | 31,82        | 20 248      | 46,27       |  |
|                | Marie Legrand            | Les Verts        | 3 116        | 6,64         |             |             |  |
|                | Maxime Labesse           | FN               | 2 236        | 4,76         |             |             |  |
|                | Charles Ottavy           | CPNT             | 1 593        | 3,39         |             |             |  |
|                | Catherine Bodin          | PCF              | 955          | 2,03         |             |             |  |
|                | Marie Legrand            | LCR              | 737          | 1,57         |             |             |  |
|                | Michel Lacroix           | Pôle républicain | 543          | 1,16         |             |             |  |
|                | Marie-Aline de Mascureau | MPF              | 537          | 1,14         |             |             |  |
|                | Christine Lourdaux       | LO               | 515          | 1,10         |             |             |  |
|                | Henry Feral              | Extrême gauche   | 223          | 0,48         |             |             |  |
|                | Jacqueline Garnier       | MNR              | 222          | 0,47         |             |             |  |
|                | Guy Bocquier             | Divers droite    | 201          | 0,43         |             |             |  |
|                | Thierry Mirebeau         | Divers gauche    | 142          | 0,30         |             |             |  |
|                |                          |                  |              |              |             |             |  |
| Inscrits       | Inscrits                 | Inscrits         | 69 173       | 100,00       | 62 378      | 100,00      |  |
| Abstentions    | Abstentions              | Abstentions      | 2            | 0            | 17 226      | 27,62       |  |
| Votants        | Votants                  | Votants          | 69 171       | 100          | 45 152      | 72,38       |  |
| Blancs et nuls | Blancs et nuls           | Blancs et nuls   | 22 235       | 32,14        | 1 392       | 3,08        |  |
| Exprimés       | Exprimés                 | Exprimés         | 46 936       | 67,86        | 43 760      | 96,92       |  |

#### Troisième circonscription (Montmorillon)
| Candidat       | Candidat                     | Parti             | Premier tour | Premier tour | Second tour | Second tour |  |
| Candidat       | Candidat                     | Parti             | Voix         | %            | Voix        | %           |  |
| -------------- | ---------------------------- | ----------------- | ------------ | ------------ | ----------- | ----------- |  |
|                | Arnaud Lepercq sortant réélu | UMP               | 21 799       | 47,36        | 24 836      | 58,25       |  |
|                | Jean-Michel Clément          | PS                | 11 891       | 25,84        | 17 800      | 41,75       |  |
|                | Michel Brouard               | PCF               | 3 370        | 7,32         |             |             |  |
|                | Brigitte Leroy               | FN                | 2 779        | 6,04         |             |             |  |
|                | Jean-Louis Bretaudeau        | CPNT              | 2 048        | 4,45         |             |             |  |
|                | Georges Stupar               | Les Verts         | 1 149        | 2,5          |             |             |  |
|                | Anne Brunet                  | LO                | 907          | 1,97         |             |             |  |
|                | Brigitte de Fontaines        | MPF               | 786          | 1,71         |             |             |  |
|                | Alberte Barillet             | Divers écologiste | 425          | 0,92         |             |             |  |
|                | Pierre Moriceau              | MHAN              | 319          | 0,69         |             |             |  |
|                | Noëlle Belviso               | LT-LNÉ            | 302          | 0,66         |             |             |  |
|                | Myriam Dousseron             | MNR               | 250          | 0,54         |             |             |  |
|                |                              |                   |              |              |             |             |  |
| Inscrits       | Inscrits                     | Inscrits          | 67 811       | 100,00       | 67 812      | 100,00      |  |
| Abstentions    | Abstentions                  | Abstentions       | 20 579       | 30,35        | 23 671      | 34,91       |  |
| Votants        | Votants                      | Votants           | 47 232       | 69,65        | 44 141      | 65,09       |  |
| Blancs et nuls | Blancs et nuls               | Blancs et nuls    | 1 207        | 2,56         | 1 505       | 3,41        |  |
| Exprimés       | Exprimés                     | Exprimés          | 46 025       | 97,44        | 42 636      | 96,59       |  |

#### Quatrième circonscription (Châtellerault)
| Candidat                          | Candidat                         | Parti               | Premier tour | Premier tour | Second tour | Second tour |
| Candidat                          | Candidat                         | Parti               | Voix         | %            | Voix        | %           |
| --------------------------------- | -------------------------------- | ------------------- | ------------ | ------------ | ----------- | ----------- |
|                                   | Jean-Pierre Abelin sortant réélu | UDF (UMP)           | 21 671       | 46,44        | 26 010      | 59,97       |
|                                   | Brigitte Tondusson               | PS                  | 11 488       | 24,62        | 17 364      | 40,03       |
|                                   | Éric Audebert                    | FN                  | 4 393        | 9,41         |             |             |
|                                   | Véronique Massonneau             | Les Verts           | 2 174        | 4,66         |             |             |
|                                   | Chantal Vacheron                 | PCF                 | 1 749        | 3,75         |             |             |
|                                   | Catherine Brillaut               | CPNT                | 1 555        | 3,33         |             |             |
|                                   | Patrice Villeret                 | LO                  | 992          | 2,13         |             |             |
|                                   | Raphaël Granvaud                 | LCR                 | 655          | 1,40         |             |             |
|                                   | Pierre-Claude Fouquenet          | MPF                 | 595          | 1,28         |             |             |
|                                   | Francine Bachelier               | Pôle républicain    | 543          | 1,16         |             |             |
|                                   | Eric Lafond                      | Extrême gauche (PT) | 350          | 0,75         |             |             |
|                                   | Gérard Tête                      | MNR                 | 346          | 0,74         |             |             |
|                                   | Jean-Charles Guyonneau           | Divers (ND)         | 152          | 0,33         |             |             |
|                                   |                                  |                     |              |              |             |             |
| Inscrits                          | Inscrits                         | Inscrits            | 74 192       | 100,00       | 74 194      | 100,00      |
| Abstentions                       | Abstentions                      | Abstentions         | 26 202       | 35,32        | 28 704      | 38,69       |
| Votants                           | Votants                          | Votants             | 47 990       | 64,68        | 45 490      | 61,31       |
| Blancs et nuls                    | Blancs et nuls                   | Blancs et nuls      | 1 327        | 2,77         | 2 116       | 4,65        |
| Exprimés                          | Exprimés                         | Exprimés            | 46 663       | 97,23        | 43 374      | 95,35       |
| Source : Ministère de l'Intérieur |                                  |                     |              |              |             |             |